# Associazione Sportiva Waterpolis Pescara Pallanuoto
L'Associazione Sportiva Waterpolis Pescara Pallanuoto è stata una squadra di pallanuoto della città di Pescara.

## Storia

Il Sisley Pescara vincitore nel 1985 del suo primo trofeo, la Coppa Italia.

Campione d'Europa nel 1988, il Pescara ha vinto per tre volte la massima serie italiana (serie A1): la prima nel 1987 con il nome di Sisley Pescara e poi due anni di seguito nel 1996-97 e nel 1997-98 con il nome di Waltertosto Pescara. Negli anni precedenti alle ultime due vittorie nazionali la squadra abruzzese era spesso riuscita ad arrivare in finale dei play-off scudetto: splendide le sfide contro il Posillipo, squadra con la quale il Cus Pescara ha condiviso il dominio del massimo campionato italiano a cavallo tra gli anni ottanta e novanta, e contro la quale ha vinto la Supercoppa europea del 1987 e, in seguito, perso la finale dell'allora LEN Champions League (1997-98).
Dal 1986 al 1996 è stata quattro volte vice campione d'italia, nel 1990 e 1994 disputò la finale di Supercoppa Len , nel 1995 la finale di Coppa delle Coppe .e nel 2000 la finale di Coppa Len.
Il Pescara rimane l'unica squadra di pallanuoto in Italia ad aver vinto almeno una volta in tutte le competizioni continentali. L'ultimo trofeo europeo conquistato è stata la coppa LEN nel 1996 e l'ultima finale continentale disputata è stata quella del 2000 contro lo Jug Dubrovnik  sempre in Coppa Len.
Nella squadra di pallanuoto pescarese hanno militato campioni mondiali e olimpici, e, in generale, grandi nomi della pallanuoto italiana ed estera come i fratelli Roberto e Alessandro Calcaterra, Marco D'Altrui, Amedeo Pomilio, Francesco Attolico, Alessandro Bovo, il serbo Dubravko Simenc e lo spagnolo Manuel Estiarte.
Negli anni 2000 la squadra ha conosciuto un lento declino sportivo e societario, perdendo la partecipazione alle coppe europee e, poi, alla massima serie. All'inizio della stagione 2009-10 la Water Polis Pescara ha comunicato la propria rinuncia all'affiliazione ed il conseguente ritiro da tutti i campionati.

## Palmarès

### Competizioni nazionali
- Campionato italiano: 3

1986-87, 1996-97, 1997-98
- Coppe Italia: 5

1985, 1986, 1989, 1992, 1998

### Competizioni internazionali
- Coppa dei Campioni: 1

1987-88
- Coppa delle Coppe: 3

1990, 1993, 1994
- Coppe LEN: 1

1995-96
- Supercoppa LEN: 2

1988, 1993

### Competizioni giovanili
- Campionato italiano Juniores B: 1

1984
- Campionato italiano Allievi: 1

1979